# Tony Knowles (snookerspelare)
Anthony "Tony" Knowles, född 13 juni 1955 i Bolton, England, är en tidigare engelsk professionell snookerspelare som i maj 2021 berättar att han försöker göra en comeback efter 20 års uppehåll från proffstouren.
År 1972 och 1974 blev Knowles brittisk ungdomsmästare i snooker (under 19 år). Han blev proffs 1980.
Knowles blev stjärna över en natt då han i VM i snooker 1982 slog ut regerande världsmästaren Steve Davis i första omgången med 10-1. Senare samma år vann han sin första rankingtitel, Jameson International Open (nu Scottish Open). År 1983 vann Knowles Professional Players Tournament (nu World Open), och var tre gånger semifinalist i World Professional Snooker Championship (nu VM) åren 1983, 1985 och 1986.
År 1984 publicerades tabloidhistorier om hans personliga liv, och han fick böter på 5000 pund av World Professional Billiards and Snooker Association för att ha vanärat snooker.
Hans andra turneringssegrar var World Team Classic 1983 (nu World Cup) som en del av Englands lag med Steve Davis och Tony Meo samt Winfield Australian Masters 1984.
Anthony Knowles högsta världsranking är tvåa, säsongen 1984/85.